# Vườn quốc gia cảng Campbell
Vườn quốc gia cảng Campbell (Port Campbell National Park) là một vườn quốc gia ở huyện Tây của tiểu bang Victoria, Úc. Công viên quốc gia rộng 1.750 hécta (4.300 mẫu Anh) nằm về phía tây nam Melbourne khoảng 190 kilômét (120 mi) và cách Warrnambool khoảng 10 kilômét (6,2 mi) về phía đông. Vườn quốc gia nằm liền kề với Vườn quốc gia quốc gia Great Otway và Vườn quốc gia ven biển Vịnh Đảo.

## Lịch sử

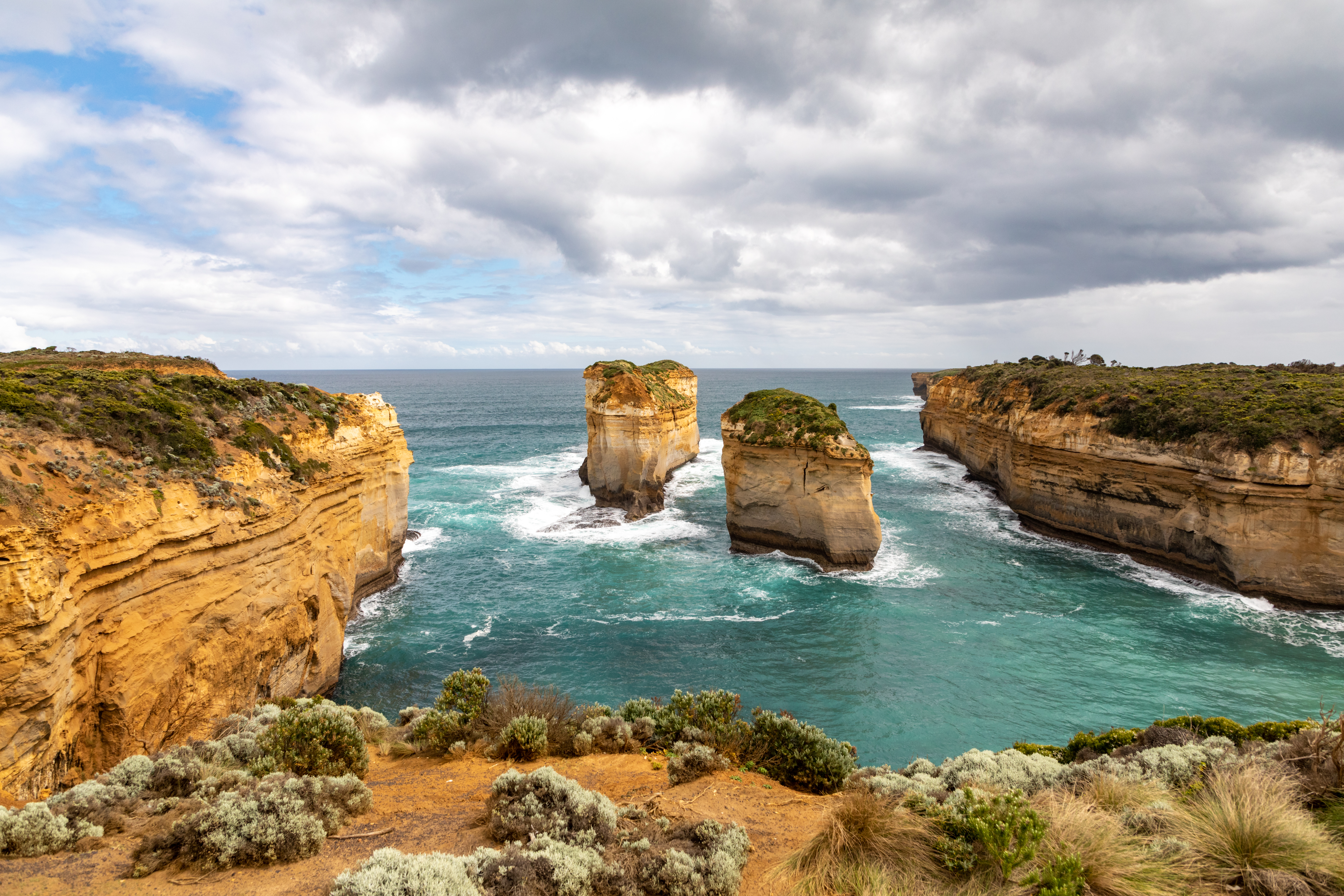

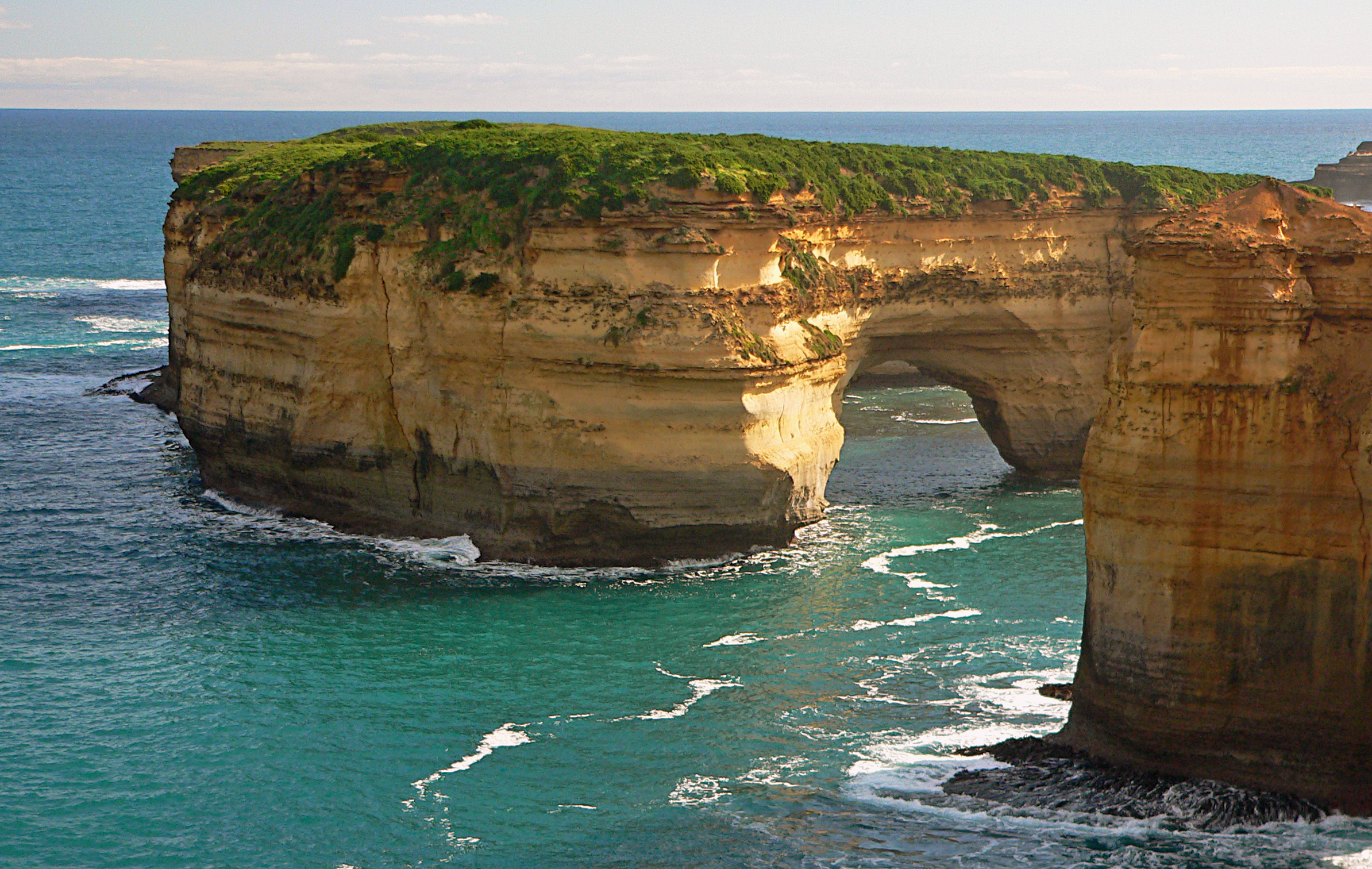
Hẻm núi Loch Ard (Loch Ard Gorge) là một phần của Vườn quốc gia, cách The Twelve Apostles khoảng ba phút lái xe về phía tây

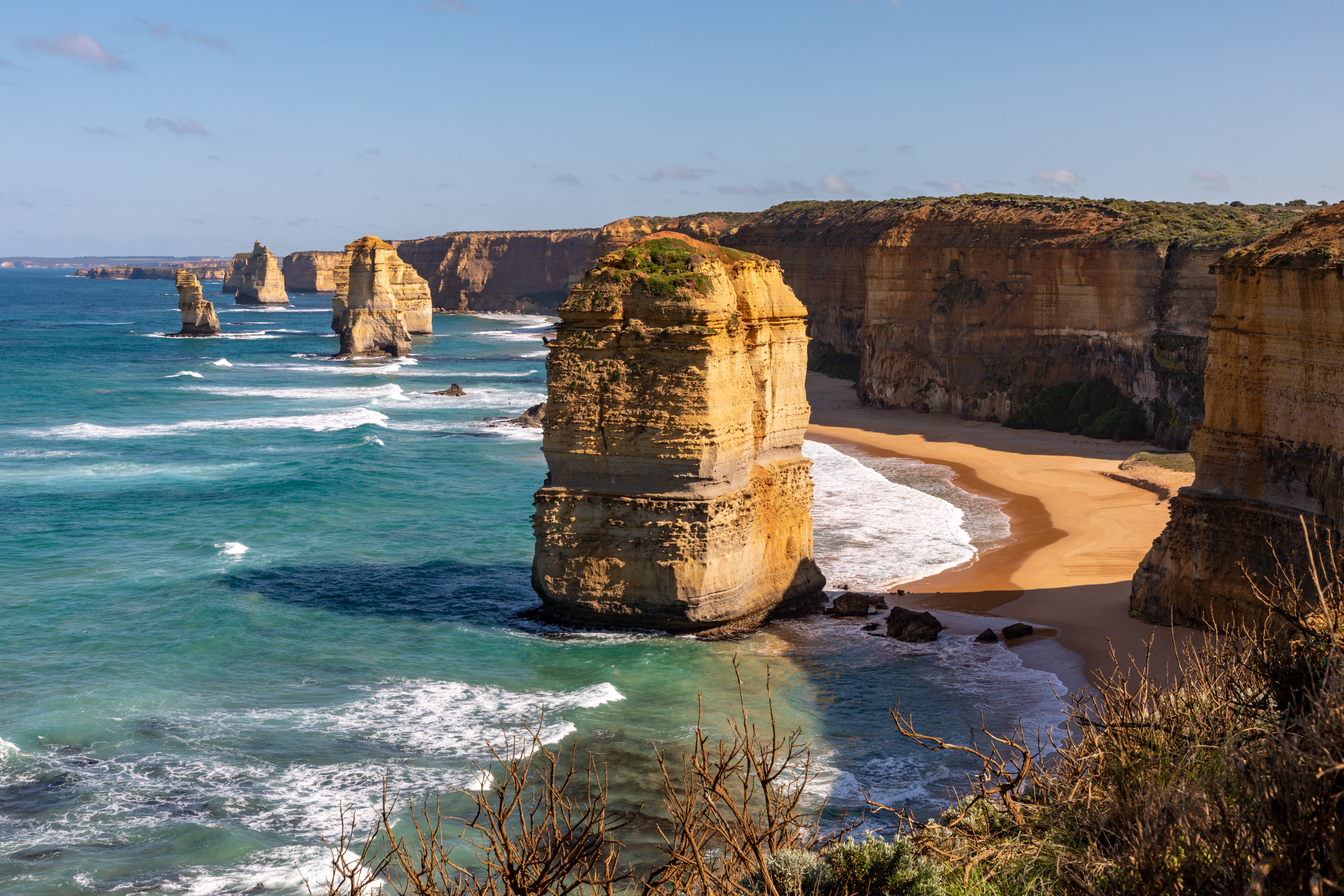
The Twelve Apostles (tạm dịch: "Mười hai sứ đồ") là một tập hợp các khối đá vôi tàn dư ngoài khơi Vườn quốc gia cảng Campbell.

Vườn quốc gia Cảng Campbell được dành riêng vào ngày 5 tháng 5 năm 1964, ban đầu có diện tích 700 hécta (1.700 mẫu Anh), để bảo vệ các thành đá vôi trên và gần bờ biển tiếp giáp với Đường Great Ocean. Đến năm 1981, vườn mở rộng lên 1.750 hécta (4.300 mẫu Anh); kéo dài từ phía đông của Curdies Inlet tại Peterborough đến Point Ronald tại Princetown. Năm 2002, Hiệp hội Ngư dân chuyên nghiệp Port Campbell đã không thành công trong nỗ lực ngăn chặn việc tạo ra một vườn quốc gia biển được đề xuất tại địa điểm Mười hai Tông đồ, nhưng hài lòng với quyết định của Chính phủ Victoria sau đó không cho phép thăm dò địa chấn tại cùng địa điểm của Benaris Energy; vì họ tin rằng nó sẽ gây hại cho sinh vật biển.

## Đặc điểm
Vườn quốc gia cảng Campbell có một loạt các vách đá tuyệt đẹp nhìn ra là các đảo nhỏ ngoài khơi, các khối đá, hẻm núi, vòm và lỗ đá thông hơi. Là một phần của Shipwreck Coast, nó có một số điểm thu hút khách du lịch; bao gồm Mười hai Tông đồ, Cổng vòm Luân Đôn (trước đây là Cầu Luân Đôn), Hẻm núi Loch Ard, Bậc thang Gibson và Hang động Grotto.
Vườn phải chịu không khí đầy muối và vách đá cao đặc biệt tiếp xúc với điều kiện thời tiết khắc nghiệt từ Nam Đại Dương. Tuy nhiên, đồng cỏ mỏng và vùng đất hoang vẫn có thể phát triển, hỗ trợ các loài thực vật như phong lan mặt trời và phong lan nhện. Trong các khu vực được bảo vệ, đời sống thực vật bao gồm Leucopogon, Tetragonia implexicoma, Olearia axillaris, hoa cúc và bụi cây đệm. Địa hình hoang dã có một loại cây sồi, giác mộc, correa, messmate, hoa guinea, cây trà len và tràm thơm.
Các động vật trong vườn quốc gia phần lớn là chim; và bao gồm chim ăn mật, emu phía Nam và tiêu liêu, Circus Approximans, dasyornis broadbenti, cắt lớn, bồ nông, vịt, thiên nga đen và diệc. Chim cánh cụt, chim nhạn và dotterels sinh sống dọc theo bờ biển, với những tảng đá làm tổ ở những vị trí lộ thiên. Gannets Australasian, hải âu lang thang và shearwaters đuôi ngắn sống ngoài biển. Động vật trên cạn trong công viên bao gồm Isoodon obesulus, Antechinus minimus đầm lầy và Thú lông nhím mỏ ngắn.

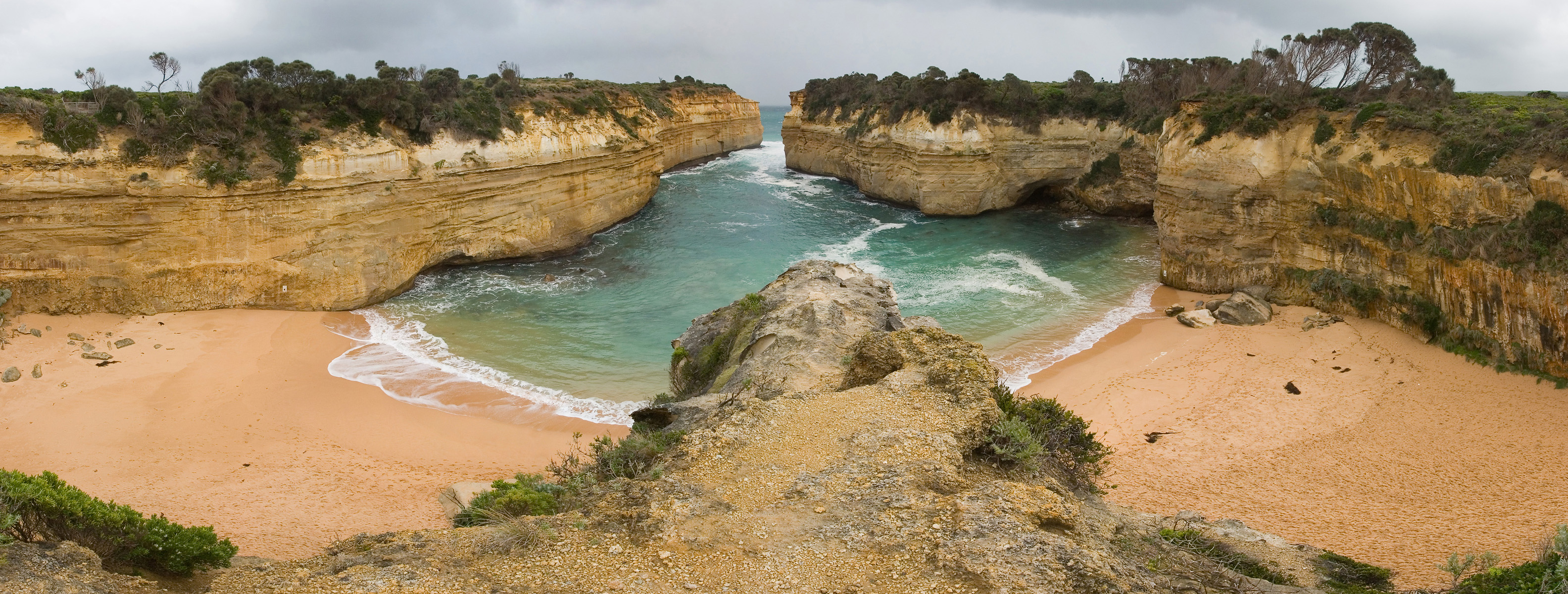
Loch Ard Gorge